# San Holo
Sander van Dijck (sinh ngày 26 tháng 11 năm 1990), được biết đến nhiều hơn với nghệ danh San Holo, là một DJ, nhạc sĩ, và nhà sản xuất âm nhạc đến từ Zoetermeer, Hà Lan. Anh nhận được sự chú ý của cộng đồng yêu âm nhạc trên thế giới qua bản remix bài The Next Episode của Dr. Dre, Snoop Dogg, Kurupt và Nate Dogg. Bản remix này hiện có 262 triệu lượt xem trên YouTube. Anh đã phát hành nhạc trên các hãng phát hành nổi tiếng như Spinnin' Records, Owsla, Barong Family và Monstercat. Ngoài ra, anh còn sáng lập bitbird và xuất bản nhiều bài nhạc của mình qua label này. EP đầu tiên của San Holo, Cosmos, được phát hành bởi hãng Heroic vào ngày 18 tháng 9 năm 2014 đã lọt vào danh sách Top 100 Electronic trên iTunes. Album đầu tiên của anh, album1, được phát hành bởi hãng bitbird vào ngày 21 tháng 9 năm 2018 cũng đã chiếm vị trí #7 trên bảng xếp hạng Billboard Dance/Electronic Albums.
Năm 2017, San Holo được đề cử giải Electronic Music Awards cho Nghệ sĩ mới của năm. Album thứ hai của anh, bb u ok? được phát hành vào ngày 4 tháng 6 năm 2021. Album này đã đạt ví trí #3 trên bảng xếp hạng Billboard ở danh mục Top Dance/Electronic Albums.

## Tiểu sử
Van Dijck học guitar và sản xuất nhạc ở Đại học nghệ thuật Codarts. Anh tốt nghiệp năm 2012. Sau nhiều năm làm nhạc với các ban nhạc, Van Dijck bắt đầu sản xuất nhạc cho các DJ. Các sản phẩm của anh đạt những thành công đáng kể về mặt thương mại. Điều đó khiến anh cân nhắc hoạt động solo và lấy nghệ danh là San Holo.

## Sự nghiệp

### 2013–2014: Các EPs đầu tay, Heroic Recordings và Walt Disney Pictures
Đầu năm 2013, van Dijck xuất bản EP đầu tiên tên là Corellia. Tháng 10 cùng năm, anh xuất bản EP thứ hai, Demons. Những EPs đầu tiên này đã bị gỡ khỏi các nền tảng stream nhạc trực tuyến. Anh bắt đầu trở nên nổi tiếng từ năm 2014, khi được ký hợp đồng với hãng Heroic Recordings. Cosmos EP được xuất bản vào ngày 18 tháng 9 năm 2014 và đã lọt vào Top 100 Tác phẩm nhạc điện trên iTunes.

Tháng 9 năm 2014, Walt Disney Pictures dọa kiện van Dijck. Họ cho rằng nghệ danh San Holo là quá giống Han Solo, một nhân vật trong phim Star Wars. Tuy nhiên, anh thắng kiện và tiếp tục được sử dụng cái tên này. Anh cho biết mình được mọi người gọi là San từ nhiều năm trước. Trong lúc nhờ bạn bè đề xuất nghệ danh, có người đưa cho anh cái tên San Holo. Nghệ danh San Holo ra đời từ đó.

Cũng vào khoảng thời gian này, anh xuất bản bản remix bài "The Next Episode" của Dr. Dre. Bản remix này hiện có khoảng 262 triệu lượt xem trên YouTube.

### 2015–2016: OWSLA, Spinnin', Monstercat, bitbird
Ngày 4 tháng 5 năm 2015, anh xuất bản một bài nhạc với tựa đề "Victory" trên Monstercat. 25 tháng 5 năm 2015, anh xuất bản MV "Hold Fast" cũng trên label Monstercat. Cả hai bài nhạc trở thành một phần trong album thứ 22 của Monstercat có tên là Contact và EP Victory của San Holo, cũng được xuất bản bởi Monstercat. Ngày 4 tháng 9 năm 2015, anh xuất bản một MV cho đĩa đơn "IMISSU" (hợp tác cùng Father Dude) lên Spinnin' Records. Ngày 2 tháng 10 năm 2015, anh xuất bản bản remix một bài nhạc của Porter Robinson song với tựa đề "Natural Light". Bản remix này là một phần trong album Worlds Remixed của Porter Robinson.
Ngày 26 tháng 1 năm 2016, anh xuất bản một đĩa đơn với Yellow Claw với tựa đề "Alright" thông qua label Owsla. Đây là bản nhạc thứ hai của van Dijck's trên OWSLA, sau bài "Smile On Your Face" vào năm 2015 với nhóm nhạc Pháp Point Point. "Alright" được thêm vào 1 album của OWSLA có tên là OWSLA Worldwide Broadcast.
Ngày 23 tháng 1 năm 2016, van Dijck xuất bản đĩa đơn "We Rise" trên label OWSLA. Đây là một trong những bài nhạc thành công nhất của San Holo, với hơn 83 triệu lượt nghe trên Spotify và hơn 121 triệu lượt xem trên YouTube.
Ngày 11 tháng 3 năm 2016, anh xuất bản EP New Sky, với 1 đĩa đơn và 1 MV trên Monstercat, tựa đề "They Just Haven't Seen It", ft. David Chris. Bài nhạc này, cũng như EP New Sky, sau đó đã được tái xuất bản trong album 026 – Resistance của Monstercat. Ngày 5 tháng 6 năm 2016, anh giới thiệu một bản nhạc chưa xuất bản có tựa đề "RAW". Đây là nhạc nền Tập 7 , Mùa 3 của series phim hài Mỹ Silicon Valley. Sau đó, bài nhạc chính thức được xuất bản vào ngày 19 tháng 7 năm 2016.

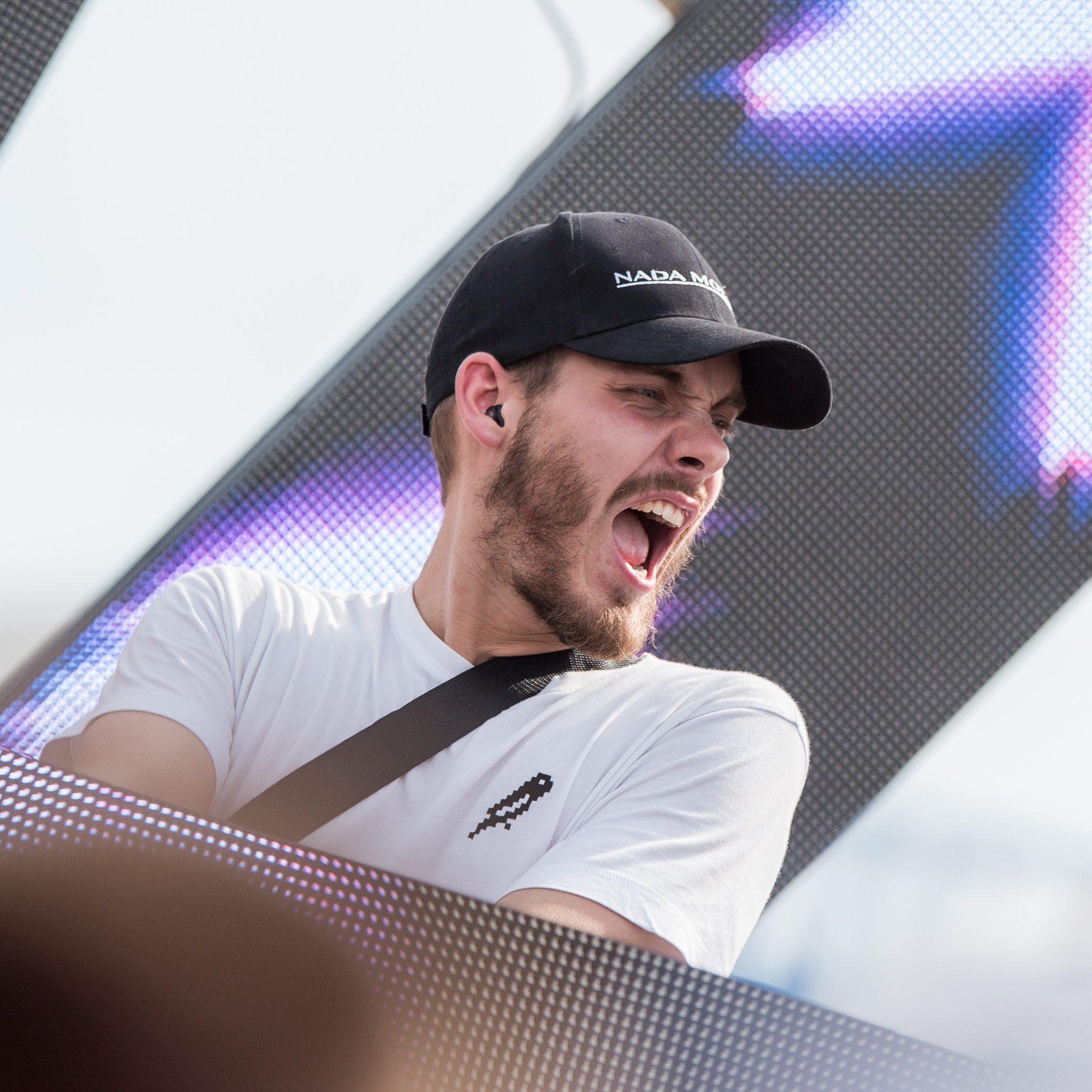
San Holo "cháy" hết mình tại một buổi biểu diễn vào năm 2016

Ngày 7 tháng 6 năm 2016, anh xuất bản một đĩa đơn với tựa đề "Still Looking" trên label của chính mình - bitbird. Ngày 22 tháng 11 năm 2016, anh xuất bản một đĩa đơn với tựa đề "Light" trên hãng bitbird. Bài nhạc đã giành vị trí #38 khi vừa mới ra mắt trên bảng xếp hạng Billboard Hot Dance/Electronic Songs vào tuần thứ 3 của tháng 12 năm 2016. Tuần kế tiếp, bài nhạc đã leo tận 12 bậc, chiếm vị trí #26 nhờ lượng người nghe nhiều khủng khiếp. Tuần kế tiếp, bài nhạc đạt vị trí #19 ở tuần thứ 4 tháng 12 năm 2016 sau khi tạo được tiếng vang lớn trong cộng đồng nhạc điện tử. Thứ hạng cao nhất mà bài nhạc này đạt được là #13 vào ngày 11 tháng 2 năm 2017, sau khi leo 14 bậc từ vị trí #27 tuần trước đó. "Light" đã có tổng cộng 20 tuần lọt vào bảng xếp hạng Hot Dance/Electronic chart của Billboard. Bài nhạc này đã vượt qua cột mốc 100 triệu lượt nghe trên Spotify.

### 2017–2019:album1và Casilofi
Vào ngày 25 tháng 4 năm 2017, San xuất bản một bản acoustic cho bài "We Rise". Hai tháng sau, vào ngày 30 tháng 6 năm 2017 anh xuất bản bài "The Future", đĩa đơn đầu tiên của anh trong năm 2017. Bài nhạc này có sự hợp tác của James Vincent McMorrow.
Ngày 12 tháng 9 năm 2017, van Dijck xuất bản đĩa đơn thứ hai của mình trong năm 2017 có tựa đề "I Still See Your Face" với sự góp giọng của chính mình. Sau đó là các bản remix của bài nhạc này, được xuất bản ngày 31 tháng 10 năm 2017. Sản phẩm cuối cùng mà van Dijck xuất bản vào năm 2017 là một EP có tên The Trip, được xuất bản vào ngày 26 tháng 12 năm 2017.
Anh xuất bản 1 volume các bản remix cho đĩa đơn "One Thing" của mình vào ngày 12 tháng 1 năm 2018. Sau đó, anh xuất bản thêm 1 volume khác cũng bao gồm các bản remix cho bài "One Thing" vào ngày 9 tháng 2 năm 2018. Cả 2 volume trên đều được xuất bản qua label bitbird của van Dijck.
Vào ngày 1 tháng 5 năm 2018, van Dijck đã upload những video cảnh hậu trường của những bài nhạc anh sắp ra mắt, thứ sau đó được tiết lộ sẽ là một phần của 1 album. Ngày 26 tháng 7 năm 2018 anh ra mắt một video thông báo ra mắt album đầu tay của mình với tựa đề album1. Vào ngày 3 tháng 8 năm 2018, anh ra lò 2 singles trong album sắp ra mắt trên bitbird với tựa đề "worthy" và "Lift Me from the Ground". Anh cũng thông báo về tour diễn sắp tới cho album của mình. "Lift Me from the Ground" cũng đạt vị trí #42 trên bảng xếp hạng Billboard Hot Dance/Electronic Songs trong tuần thứ 2 của tháng 8 năm 2018. Ngày 31 tháng 8 là ngày mà 1 single khác trong album được xuất bản - "Brighter Days" - với sự hợp tác của ca sĩ Bipolar Sunshine, kèm theo một video lyric chính thức cho ca khúc này. Pre-orders for album1 were opened on 7 September 2018, alongside an announcement of a release date of 21 September for the album on San Holo's Twitter. Một single khác trong album1 được xuất bản vào ngày 14 tháng 9 năm 2018 – "Forever Free" với sự hợp tác của Duskus. Một tuần trước khi phát hành album vào ngày 21 tháng 9, 2 bản singles nữa trong album được phát hành – "Surface" với sự hợp tác của ban nhạc rock Caspian và giọng hát của Fazerdaze vào ngày 17, và "Voices In My Head" với sự hợp tác của The Nicholas vào ngày 19.
Khi ra mắt, album đã lọt top iTunes Electronic Charts ở nhiều nước, bao gồm cả Mỹ và Canada. Tuần sau đó, album1 đạt vị trí #7 trên bảng xếp hạng Billboard Dance/Electronic Albums vào tuần đầu tiên của tháng 10 năm 2018, giúp van Dijck có album đầu tiên lọt vào top 10 trên bảng xếp hạng Billboard. Đồng thời, 3 bài nhạc trong album1 đã lọt vào bảng xếp hạng Dance/Electronic Songs trong khoảng thời gian đóː "Lift Me from the Ground" tái xuất với vị trí #39, trong khi "Show Me" và"Brighter Days" lần lượt đạt vị trí #42 và #49.
Vào ngày 28 tháng 12 năm 2018, van Dijck thông báo mình sẽ "hồi sinh" Casilofi, nghệ danh cũ của anh trước khi là San Holo. Kèm theo thông báo này là các teasers về các tài khoản mạng xã hội, và EP "Create, Create, Create" cũng được xuất bản trong ngày hôm đó. EP bao gồm 4 bài nhạc đã phát hành và được remaster từ các tác phẩm gốc.
Ngày 22 tháng 2 năm 2019, anh xuất bản single "Lead Me Back". Theo như nhà sản xuất âm nhạc này chia sẻ, "đó là bài hát mang đậm tính cá nhân nhất mà anh từng viết". Ngày 13 tháng 6 năm 2019, van Dijck xuất bản "Lost Lately". Vào ngày 28 tháng 9 năm 2019, tròn 1 năm 1 tuần kể từ khi album1 được ra mắt, San Holo xuất bản 1 phim tài liệu có tên là album1 (Commentary) để nói về album của mình.
Vào ngày 17 tháng 12 năm 2019, van Dijck thông báo xuất bản một remix album: album1 (A Lot Of Remixes). Nó được phát hành 3 ngày sau đó.
album1 (A Lot of Remixes) gồm 19 bài nhạc, với sự góp mặt của nhiều nghệ sĩ mới cũng như những người bạn của van Dijck'. Xuất bản ngày 20 tháng 12 năm 2019, album bao gồm các bản remix sau:
| Tên tác phẩm gốc                            | Remix bởi     |
| ------------------------------------------- | ------------- |
| "everything matters (when it comes to you)" | Aiobahn       |
| "everything matters (when it comes to you)" | Laxcity       |
| "Lift Me from the Ground"                   | Jaron         |
| "Lift Me from the Ground"                   | Manilla Killa |
| "Lift Me from the Ground"                   | Phuture Noize |
| "show me"                                   | The Nicholas  |
| "brighter days"                             | Atmozfears    |
| "brighter days"                             | Duumu         |
| "always on my mind"                         | MELVV         |
| "go back in time"                           | EMBRZ         |
| "go back in time"                           | Rootkit       |
| "go back in time"                           | Skygate       |
| "love (wip)"                                | Tails         |
| "voice in my head"                          | Flaws         |
| "worthy"                                    | Prblm Chld    |
| "forever free"                              | Janee         |
| "surface"                                   | Former Hero   |
| "vestal avenue"                             | Golden Vessel |

### 2020–nay: Stay Vibrant vàbb u ok?
Sau sự thành công của album1 (A Lot Of Remixes), ngày 31 tháng 1 năm 2020 San Holo ra mắt bài nhạc “Honest” với sự hợp tác của Broods. Bài nhạc lọt vào bảng xếp hạng Billboard Hot Dance/Electronic Songs vào ngày 15 tháng 2 năm 2020 và giữ trụ vững trong 8 tuần, leo lên vị trí #25 của bảng xếp hạng này. "Honest" cũng xuất hiện trong Dance/Mix Show Airplay và LyricFind Global. MV của ca khúc này là sự mỉa mai đối với nghịch lý tự quy chiếu cũng như sự đấu tranh của van Dijck với những kỳ vọng sai lầm và sự bảo vệ bản thân của chính anh ấy. Ngày 10 tháng 4 năm 2020 anh xuất bản 3 bài remix của ca khúc "Honest", lần lượt do Midnight Kids, Lunice, và 220 Kid thực hiện.
Trên các trang mạng xã hội của San Holo, các fan của anh đã nhận ra rằng anh hay sử dụng cụm từ "stay vibrant" và ký hiệu "%" để thể hiện cảm xúc của mình (như blessed %, the sacred % và đặc biệt là ↑%). Anh dùng ký hiệu "↑" ý nói không phải tất cả các ngày đều vui, đều "sôi động" như nhau và nhấn mạnh rằng cuộc sống luôn có những thăng trầm, nhưng hãy cố gắng để bản thân vui nhất có thể. Do đó nên không có dấu mũi tên chỉ xuống. Dấu "%" thì được sử dụng như một thang đo cảm xúc. Anh khuyến khích các fan sử dụng ký hiệu này để thể hiện tình trạng của mình trong một ngày mà không cần bất cứ một từ ngữ nào.
Suốt đại dịch COVID-19, vào mùa xuân năm 2020, San Holo bắt đầu sản xuất EP stay vibrant. Được xuất bản trên label bitbird, EP này bao gồm 7 đĩa đơn:
- “(if only i could) hold you”[80]
- “don’t forget to breathe today”[81]
- “in the end i just want you to be happy”[82]
- “idk anything (demo)”[83]
- “in case i never see you again…”[84]
- “we’re all just on our way home”[85]
- “staring at the sea without you next to me”[86]

Các nghệ sĩ Analogue Dear, ILIVEHERE, và Luwten cũng đã góp sức để hoàn thành EP này. van Dijck lên ý tưởng thực hiện dự án này khi anh đang tìm cách thể hiện cảm xúc và kết nối với người hâm mộ khi bị cách ly.
Trong khoảng thời gian này, để tiếp tục tương tác với các khán giả của mình, van Dijck thực hiện các buổi stream hàng tuần trên Twitch. Anh cũng công chiếu các cảnh quay từ những buổi biểu diễn trước đây, điển hình như tại Red Rocks Amphitheatre vào tháng 6 năm 2019, Electric Daisy Carnival năm 2017, và Lollapalooza năm 2019. San Holo tham gia buổi livestream đầu tiên của label bibird, “a day with bitbird”, được phát sóng trên Diplo's Revolution và Sirius XM.
Tháng 5 năm 2020, San Holo đã trình diễn nhiều bài hát trong EP stay vibrant tại Lễ hội Âm nhạc Trực tuyến Secret Sky của Porter Robinson. Toàn bộ số tiền thu được sau đó được quyên góp cho  Quỹ cứu trợ COVID-19 của MusiCares.
5 tháng 11 năm 2020, San Holo thông báo tạm ngừng hoạt động trên mạng xã hội, "để dọn dẹp tâm trí và tận hưởng những khoảnh khắc trong đời mình thêm một chút nữa" (nguyên vănː "to clear my mind and live in the moment a little more"). Anh ấy cũng tuyên bố: "Một chương mới sẽ sớm bắt đầu thôi!" (nguyên vănː "Let's start a new chapter soon!") 21 ngày sau đó, vào ngày 1 tháng 12 anh thông báo phát hành đĩa đơn "bb u ok?", thứ bắt đầu "một chương mới" trong sự nghiệp của anh. Đó là bài nhạc đầu tiên của San Holo được phát hành trên Counter Records.
Ngày 27 tháng 1 năm 2021, San Holo hé lộ "thông báo lớn nhất trong lịch sử San Holo", sẽ diễn ra vào ngày 3 tháng 2. Đó là thông báo về album thứ 2 của anh ấy, bb u ok?, kèm với đó 1 đĩa đơn "Find Your Way". Ban đầu, album được dự định sẽ phát hành vào ngày 21 tháng 5 qua hãng bitbird, label do chính San Holo thành lập, và hãng Counter Records. van Dijck sau đó phát hành "It Hurts!" vào ngày 10 tháng 10, kế đến là "Black and White" và "My Fault" vào ngày 14 tháng 4. Vào ngày 6 tháng 5, San Holo thông báo trì hoãn phát hành album đến ngày 4 tháng 6. Ngày 22 tháng 5, anh phát hành "You've Changed, I've Changed", với sự góp mặt của Chet Porter. Ngày 24 tháng 5, anh thông báo tour diễn ở Mỹ để quảng bá album.
Ngày 17 tháng 9 năm 2021, San Holo biểu diễn ở sân khấu Fremont Stage tại lễ hội Life Is Beautiful ở Las Vegas, Nevada, Mỹ, nơi anh chơi hầu hết các bài nhạc trong album bb u ok?.
Vào ngày 7 tháng 4 năm 2022, San Holo thông báo phát hành bản deluxed cho album bb u ok?, bao gồm 12 bài nhạc bổ sung, là các bản remix của những nghệ sĩ tài năng như Elohim, Chet Porter,... và các bài nhạc đã có trong album gốc.
Ngày 19 tháng 5 năm 2022, ứng dụng hỗ trợ giảm căng thẳng Calm đã ra mắt "The Stay Vibrant Series" với sự hợp tác của San Holo.

## Các tác phẩm
- album1 (2018)
- bb u ok? (2021)
- Existential Dance Music (2023)

## Đề cử và giải thưởng
| Năm  | Tổ chức                          | Người được đề cử/Tác phẩm | Hạng mục                    | Kết quả   |
| ---- | -------------------------------- | ------------------------- | --------------------------- | --------- |
| 2017 | Electronic Music Awards          | San Holo                  | Nghệ sĩ mới của năm         | Đề cử     |
| 2019 | Edison Pop                       | album1                    | Album nhạc điện hay nhất    | Đoạt giải |
| 2019 | International Dance Music Awards | San Holo                  | Nghệ sĩ Đột phá của năm     | Đoạt giải |
| 2019 | International Dance Music Awards | album1                    | Album nhạc điện hay nhất    | Đoạt giải |
| 2019 | International Dance Music Awards | San Holo                  | Nghệ sĩ Nam hay nhất (Bass) | Đề cử     |